# Slovensko domobranstvo
Slovensko domobranstvo (nemško Slowenische Landwehr; kratica SD) je bila policijska-paravojaška formacija, ki jo je na pobudo predstavnikov slovenskih predvojnih političnih strank septembra 1943 ustanovila in z orožjem in ostalo opremo oskrbovala nemška uprava na področju bivše Ljubljanske pokrajine (to so Nemci zasedli po kapitulaciji Italije). Njihov namen je bil boj proti partizanom oz. narodno osvobodilnemu gibanju.  Zgodovinar Boris Mlakar opiše slovensko domobranstvo kot najpomembnejšo silo protirevolucije z zunanjimi obeležji kolaboracionizma.
Vojaški razvoj po kapitulaciji Italije 8. septembra 1943 in partizanskim obračunom z delom "bele" in "plave" garde v Grčaricah in Turjaku je bila podlaga za ustanovitev nove protipartizanske formacije Slovenskega domobranstva. Enote je na pobudo predstavnikov slovenskih predvojnih političnih strank septembra 1943 ustanovila in z orožjem in ostalo opremo oskrbovala nemška uprava na področju bivše Ljubljanske pokrajine (to so Nemci zasedli po kapitulaciji Italije). Formalno pa je bilo Slovensko domobranstvo ustanovljeno 6. decembra 1943 z odredbo vrhovnega komisarja nemške operacijske cone Jadransko primorje Friedricha Rainerja. Na čelu Slovenskega domobranstva je bil štab pod poveljstvom podpolkovnika (kasneje polkovnika) Franca Krenerja. Krenerjev štab, v katerem so bili slovenski častniki, je bil od konca oktobra 1943 dalje podrejen takrat ustanovljenemu t.i. "organizacijskemu štabu" za slovensko domobranstvo, v katerem so bili nemški častniki. Ta štab je vodil stotnik Erich Schumacher in je deloval pri višjem vodji SS in policije v Ljubljani Erwinu Rösenerju.

## Zgodovina
Neposredno po italijanski kapitulaciji so predstavniki predvojnih političnih strank v Ljubljanski pokrajini 24. septembra 1943 objavili ustanovitev Slovenske domobranske legije. Imela je tri bataljone, ki so bili sestavljeni iz preživelih pripadnikov Prostovoljne protikomunistične milice, vaških straž, Legije smrti, Jugoslovanske vojske v domovini, pa tudi bivših partizanov.  30. septembra so oblast prevzeli Nemci, ki so SDL preimenovali in reorganizirali v Slovensko domobranstvo. Nemci, ki so septembra 1943 Ljubljansko pokrajino umestili v svojo operativno cono za Jadransko primorje, so pobudo za ustanovitev Slovenskega domobranstva sprejeli zaradi pomanjkanja lastne vojske.
Domobranska vojska je imela ločeni slovenski in nemški štab, ki je bil pomembnejši in je bil podrejen generalpolkovniku SS in poveljniku policije Erwinu Rösenerju, ki je neposredno poročal poveljniku SS, Heinrichu Himmlerju. Domobranci so bili oboroženi, oskrbovani in plačani od strani Nemcev, in ko so bili razporejeni na terenu, so bili vedno pod nemškim poveljstvom. Domobranska vojska je delovala kot večina nacističnih kolaboracionističnih sil v Evropi, vendar je imela omejeno avtonomijo in je sprva delovala kot pomožne policijske enote SS, ki so Nemcem pomagale v protipartizanskih operacijah, lovile podpornike OF in varovale vojno infrastrukturo, ki je bila važna Nemcem v njihovi borbi proti zaveznikom (železnice, vojna industrija, komunikacije, ipd). Pozneje so pridobili večjo samostojnost in sami vodili večino protipartizanskih operacij v Sloveniji, vendar še vedno pod poveljstvom nemških oficirjev. Določeno samostojnost pri vojaških akcijah je imel udarni bataljon Vuka Rupnika, ki je bil edini od domobranskih bataljonov vse do konca vojne povsem slovenski. Število domobrancev je postopoma naraslo na približno 15.000.
Pri ustanovitvi Slovenskega domobranstva sta sodelovala predvsem podpolkovnik Ernest Peterlin in general Leon Rupnik. Peterlin je želel oblikovati močno oborožene enote, vključno s težkimi strojnicami, minometi in topovi manjšega kalibra. Nemci takšne oborožitve slovenskim domobrancem nikoli niso odobrili, dovolili so jim le lahko pehotno orožje. Peterlin je bil vodja skrivne skupine domobranskih častnikov in nekdanjih oficirjev kraljeve vojske, ki so bili izrazito prozahodno usmerjeni in so sodelovanje z nemškimi okupacijskimi oblastmi dojemali izključno kot nujno zlo v boju proti komunizmu. Peterlinova skupina je vzdrževala stike z zavezniki, organizirala reševanje sestreljenih zavezniških pilotov na slovenskem ozemlju in pripravljala vse potrebno za prestop na stran zaveznikov ob njihovem pričakovanem izkrcanju na severnem Jadranu. Jeseni 1944 je skupino okoli Peterlina odkril Gestapo in vsi z njo povezani domobranski častniki so bili internirani v koncentracijsko taborišče Dachau. Po osvoboditvi taborišča ob koncu vojne so jih Američani zaprli in junija 1945 izročili novim oblastem v Jugoslaviji, kjer so jih usmrtili.
Manjša skupina okoli generala Rupnika je bila sodelovanju z Nemci bolj naklonjena in je tudi pričakovala zmago Tretjega rajha. Rupnik je sprva prevzel poveljstvo nad domobranci, a ga je že po nekaj tednih nemška vojska odstavila in mu ukazala, da se z domobranstvom ne sme več ukvarjati. Zaradi njegovega vztrajanja so ga leta 1944 znova vključili in ga imenovali za generalnega inšpektorja. Tik pred koncem vojne, ob umiku nemških sil, so Leona Rupnika Nemci spet imenovali za poveljnika domobranstva, vendar so politični veljaki pritiskali nanj in se je zaradi tega potem položaju odpovedal in ga prepustil Narodnemu odboru.

## Programska in ideološka opredelitev Slovenskega domobranstva
Iz objav Slovenca je razvidna programska in ideološka osnova Slovenskega domobranstva, čeprav je pri tem potrebno upoštevati, da so bili takratni časopisi in revije, ki so izhajali legalno, podvrženi cenzuri.
… naša ljubljena slovenska domovina naj bi bila s pomočjo anglo-ameriške plutokracije izročena boljševizmu. … po izdajalcih in boljševističnih izkoreninjencih izvojevana borba, ki naj bi pahnilo naše pridno, delovno in pobožno ljudstvo v trpljenje, nasilstvo, lakoto, rop, umor brezbožnih in brezsrčnih robotnikih kakor nečastnih pomagačev v korist židovske svetovne tiranije. 
Da se to prepreči, je prišla k nam na povelje Führerja velikonemška vojna sila, ki nas bo ščitila. … S svojo močno borbeno silo je Nemčija edina trdnjava zoper boljševizem in kapitalizem.
Programske in ideološke opredelitve so objavljali tudi v časopisu Slovenski domobranec, iz objav je bil med drugim zelo razviden antisemitizem.
Židovstvo hoče zasužnjiti ves svet. Zasužnjiti bi ga moglo, če bi narode tudi gospodarsko uničilo. Zato je pognalo narode v vojno, da se uničujejo in s tem služijo židovskim koristim. Najzvestejši izvrševalec židovskih ukazov sta komunizem in liberalna demokracija. Obe ideji so ustvarili židje za nežidovske narode. Tudi slovenski narod hoče židovstvo z moralnim razkrojem in obubožanjem spraviti na kolena.
Leon Rupnik je pisal antisemitske pamflete, na primer “Boljševizem: orodje mednarodnega židovstva”, in napadal Jude v mnogih svojih javnih govorih. V govoru po drugi domobranski prisegi je izjavil naslednje:
Kdo so naši sovražniki ? To so oni ljudje in narodi, ki si utvarjajo, da bo Žid z njimi delil svoje gospostvo in svoj plen in verujejo v zlatega moloha. Pustili so se po Židih nalagati, opehariti, kupiti in prisiliti v topovsko krmo in so v varljivem upanju na lažni raj postali neodločno orodje svojih židovskih gospodarjev in tako morilci, roparji, požigalci in grabežljive, krvoločne zveri. V kolikor te zveri prihajajo z vzhoda, so to boljševiki, pomagajo pa jim kot brezvestno, zaslepljeno orodje tisti, ki smo jih morali spoznati kot bogataške gangsterje s zapada.

## Organizacijska struktura

### Organiziranost štaba
Organizacijski štab Slovenskega domobranstva so sestavljali:
- ožji štab, ki so ga sestavljali:
  - poveljnik, polkovnik (v podpisih na dokumentih podpolkovnik) Franc Krener (v nemških dokumentih tudi Krenner),
  - pomočnik, podpolkovnik Milko Vizjak,
  - načelnik štaba, podpolkovnik Ernest Peterlin in adjutant stotnik Ladislav Lah;
- personalni odsek, ki ga je vodil podpolkovnik Milko Vizjak;
- formacijski odsek, ki ga je vodil Vladimir Sirnik;
- obveščevalni odsek, ki ga je vodil stotnik Berto Ilovar;
- stan štaba in arhiva, ki ga je vodil stotnik Lado Delak;
- šolski odsek, ki ga je vodil podpolkovnik Ernest Peterlin;
  - pododsek za častniški pouk (v izvirniku "za oficirsko nastavo"), ki ga je vodil major Bajec, učitelji (v izvirniku "nastavniki") pa so bili stotnik Leskovšek ter poročnika Barle in Kraiger;
  - pododsek za podčastniški pouk (v izvirniku "za podoficirsko nastavo"), ki ga je vodil stotnik Cerkvenik, učitelja pa sta bila stotnik Leskošek in podporočnik Meršol. V odseku so delovali še trije nemški častniki in dva civilna učitelja;
- materialno oddelenje, ki ga je vodil major Peter Rozman, sestavljali pa so ga:
  - tehnični odsek
  - oborožitveni odsek
  - avtomobilski odsek
- sodni odsek, pod vodstvom stotnika Alfonza Cepudra;
- sanitetni odsek, pod vodstvom stotnika Staneta Graparja;
- veterinarski odsek, pod vodstvom veterinarskega poročnika I. klase Janka Drinovca;
- intendantski odsek, pod vodstvom majorja Josipa Pfeiferja ml.;
- kaznilniška delegacija, pod vodstvom stotnika Maksa Kosovinca[16]

### Enote

#### September 1943
- Rupnikova skupina
- Vod Ježica
- Vod Dravlje
- Vod Dobrova
- Vod Devica Marija v Polju
- Vod Sv. Urh-Dobrunje
- Četa Golovec
- Četa Orle
- Četa Rudnik
- Triglavska četa
- Komandna četa
- Šolska četa (ust. 11. oktobra 1943)

#### November 1943
- 1. bataljon (Ljubljana)
- 2. bataljon (Vrhnika)
- 3. bataljon (Gorjanci)
- 4. bataljon (Vrhnika->Logatec)
- 5. bataljon (Borovnica)

#### 1. december 1943
- 1. bataljon (Ljubljana)
- 2. bataljon (Vrhnika)
- 3. bataljon (Kostanjevica)
- 4. bataljon (Ljubljana; to je bil trenažni bataljon, ki se praviloma ni udeleževal bojnih akcij)
- 5. bataljon (Novo mesto)

#### 14. december 1943
- 1. bojna skupina (Ljubljana)
- 2. bojna skupina (Vrhnika)
- 3. bojna skupina (Gorjanci)
- 4. bojna skupina (Logatec)
- 5. bojna skupina (Ljubljana - Rakek)
- 6. bojna skupina (Kočevje)
- 1. šolska skupina (Ljubljana)
- 2. šolska skupina (Ljubljana; ukinjena januarja 1944)

#### Februar 1944
- 1. bojna skupina (Ljubljana)
- 2. bojna skupina (Velike Lašče)
- 3. bojna skupina (Gorjanci)
- 4. bojna skupina (Logatec)
- 5. bojna skupina (Ljubljana - Rakek)
- 6. bojna skupina (Kočevje)
- 7. bojna skupina (Grosuplje)
- 1. šolska skupina (Ljubljana)
- 2. šolska skupina (Ljubljana)

#### 10. februar 1944
- Šolska skupina N (Ljubljana)
- Zaščita okraja Novo mesto O (Novo mesto)
- Skupina za varovanje železniške proge W (Notranjska)
- Operativna skupina M

#### Maj 1944
- Križev udarni bataljon (Ljubljana)
- Udarni bataljon N (Zgornja Šiška)
- Udarni bataljon W (Rakek)
- Udarni bataljon M (Višnja gora)
- Udarni bataljon O (Trebnje -> Šentvid pri Stični)

#### 5. julij 1944
- 1. udarni bataljon (Stična)
- 2. udarni bataljon (Rakek)
- 3. udarni bataljon (Višnja gora)
- 4. udarni bataljon (Šentvid pri Stični)

#### November 1944
- 1. udarni bataljon/Btl. »Köhl« (Stična)
- 2. udarni bataljon (Rakek)
- 3. udarni bataljon (Višnja gora)
- 4. udarni bataljon/Btl. »Lindner« (Šentvid pri Stični)
- 5. udarni »alarmni« bataljon/Btl. »Schmitz« (Velike Lašče)
- 6. udarni bataljon/Btl. »Kaspar« (Novo mesto)

#### Marec 1945
- 1. bataljon
- 2. bataljon
- 5. bataljon
- 6. bataljon
- 10. bataljon

#### April 1945
- 1. bataljon
- 2. bataljon
- 5. bataljon
- 6. bataljon
- 10. bataljon
- 12. bataljon

### Čini slovenskega domobranstva
Čine slovenskega domobranstva in Slovenskega narodno-varnostnega zbora so sestavljali:
- Moštvo
  - domobranec
  - kaplar (desetnik)
- Podčastniki
  - podnarednik
  - narednik
  - višji narednik
- Častniki
  - poročnik
  - nadporočnik
  - stotnik
  - polkovnik
- Višji častniki
  - major
  - podpolkovnik
  - polkovnik
  - general
- Vojaški uradniki
  - vojaški uradniki III. stopnje
  - vojaški uradniki II. stopnje
  - vojaški uradniki I. stopnje

## Prisega
Ljubljanski domobranci so prisegli na ljubljanskem stadionu, prvič na Hitlerjev rojstni dan, 20. aprila 1944 ter drugič na obletnico nacističnega prevzema oblasti v Nemčiji, 30. januarja 1945. Prisega je bila izraz nemške težnje po vse večjem obvladovanju domobranstva in omejevanju domobranske avtonomije. Na prvi prisegi so se zbrali člani domobranskih enot iz Ljubljane ter nekaterih drugih enot iz Ljubljanske pokrajine ter tudi člani policijskega korpusa Slovenskega domobranstva. Pred prisego je imel škof Rožman tiho mašo za domobrance, potem pa kljub ponujenemu prostoru na tribuni ni ostal in je, takoj ko je pospravil svojo opremo, sredi prisege odšel z avtom. Na prisegi sta imela govor predsednik pokrajinske uprave Leon Rupnik ter SS-Obengrupppenführer Rösener, prisotni pa so bili tudi nekateri gostje, med njimi častni konzul Neodvisne države Hrvaške, častniki Slovenskega domobranstva, rektor univerze, Milko Kos, predsednik Slovenske akademije znanosti in umetnosti. Izobešena je bila nemška zastava s kljukastim križem, tudi črna zastava SS, prvič pa tudi slovenska zastava s kranjskim grbom, ki je bila pod italijansko oblastjo prepovedana. Zaigrali so najprej nemško himno, potem pa Naprej zastava slave. Po prireditvi je Rösener podelil domobrancem priznanja ter ranjeniške značke. Primorske in gorenjske domobranske enote niso zaprisegle.
Nekateri viri trdijo, da je bila prisega izsiljena od Nemcev, saj jo je zahteval general Rösener ob grožnji z razpustitvijo domobranstva. Z izjavo naj bi Rösener hotel med domobranci doseči večjo disciplino in pravnoformalno osnovo, na katero bi se bilo potem mogoče v odnosu do domobranstva uradno sklicevati. Mnogi častniki, ki so v jugoslovanski vojski prisegli kralju Petru, so se ji bolj ali manj uspešno poskušali izogniti.
Besedilo zaprisege se je glasilo:
Prisegam pri Vsemogočnem Bogu, da bom zvest, hraber in svojim nadrejenim pokoren, da bom v skupnem boju z nemško oboroženo silo, stoječo pod poveljstvom vodje velike Nemčije, SS četami in policijo, proti banditom in komunizmu kakor tudi njegovim zaveznikom svoje dolžnosti vestno izpolnjeval za svojo slovensko domovino kot del svobodne Evrope. Za ta boj sem pripravljen žrtvovati tudi svoje življenje. Tako mi Bog pomagaj.
Slovenski domobranci so podpisovali tudi izjavo v nemščini in slovenščini: 
Sem prostovoljno pristopil v Slovensko Domobranstvo, v boj in uničenje komunizma, kateri je moji deželi že toliko gorja prinesel in celo Evropo ogrozil. Moja trdna volja je, z vsemi mojimi močmi, v zadovoljstvo moje dežele in Evrope bojevati se pod nemškim vodstvom, in za to tudi moje življenje postaviti. To obvezo sem danes s sveto prisego potrdil. Sem bil o dolžnosti in pravicah v službenem, disciplinarnem in gospodarskem oziru poučen.
Nekateri sodobniki so bili pozneje mnenja, da naj to ne bi bila prisega Hitlerju, in sicer ne glede na datum prisege in spremljajočo scenografijo. Vendar so takšne trditve neprepričljive, ker prisega ni le vsebovala izrecne reference "vodji velike Nemčije" (in prva prisega je potekala na Hitlerjev rojstni dan), ampak je Rösener v sklepu govora, katerega slovenski prevod je prebral Krenner, neposredno pred prisego jasno poudaril, da je to prisega Hitlerju:
Vaša prisega, ki ima ozir na Vodjo Velikonemškega Rajha, bo držala zvestobo, ker kadar koli bi bili v stiski in nevarnosti Vi, vedno se lahko zanesete nanj in na njegove može. Bodite potem pa tudi vi njemu v bodoče zvesti!
Primorske in gorenjske domobranske enote niso zaprisegle.

## Konec vojne in umik na Koroško

### Preboj pri Borovljah in predaja orožja britanski vojski
Po vojni je velika večina domobrancev zbežala iz Jugoslavije pred partizani. Bežalo je več kot 11.000 domobrancev in 6.000 civilistov. Domobranci so pri Borovljah 11. maja, po uradni nemški kapitulaciji, uspešno prebili partizanski obroč in tako civilistom in vojakom omogočili umik preko reke Drave, kjer je okupacijsko oblast že vzpostavila britanska vojska, konkretno 5. korpus 8. armade. Domobranci so Britancem predali vse orožje in se tako po pravilih Ženevske konvencije izročili v varstvo kot vojni ujetniki. Zasilno taborišče za slovenske domobrance in ubegle civile je bilo urejeno na polju v bližini Vetrinja. 

### Nasprotujoča povelja v britanski vojski
V zvezi s tem, kaj storiti z zajetimi domobranci, je obstajalo na britanski strani ogromno zmede in nasprotujočih ukazov. 27. aprila 1945 je tako britanski veleposlanik v Beogradu, Ralph Stevenson, svoji vladi priporočal, naj se vse proti-partizanske jugoslovanske enote razorožijo in namestijo v taborišča, vendar se jih naj ne vrača v Jugoslavijo. Dva dni zatem je Winston Churchill dal enako navodilo. 2. maja 1945 je tudi vrhovni poveljnik zavezniških sil za Sredozemlje, maršal Alexander, izdal ukaz, po katerem se naj vse proti-partizanske jugoslovanske enote, ki so odložile orožje in se uradno predale britanski vojski, namestijo v taborišča do trenutka, ko se bo o njihovi usodi odločalo na vladni ravni. Tudi Američani so dosledno zavzeli stališče, da je treba vojne ujetnike zaščititi pred repatriacijo. Vodstvo 5. korpusa 8. armade britanske vojske je ta navodila bolj ali manj ignoriralo, saj si je na terenu prizadevalo za čim bolj mirne odnose s partizansko vojsko, ki je po 9. maju zasedla velik del Južne Koroške.

### Prihod hrvaških vojakov v Pliberk in Robertsonovo povelje
13. maja je vodstvo britanskega 5. korpusa prejelo poročilo, da se avstrijsko-jugoslovanski meji pri Pliberku približuje še skupina okoli 200.000 hrvaških in 300.000 nemških vojakov. Ker je bila britanska vojska na Koroškem v maju 1945 še maloštevilna, je 14. maja oficir vrhovnega zavezniškega poveljstva za Sredozemlje, general Brian Robertson, 5. korpusu izdal povelje, naj se vseh novih prispelih 200.000 Jugoslovanov izroči partizanski vojski. En ključnih momentov tragedije domobrancev je, da je bil v Robertsonovem povelju uporabljen izraz Jugoslovani in ne Hrvati, čeprav je bilo očitno, da je bilo govora o pripadnikih nekdanjih hrvaških ustaških enot. Po tem Robertsonovem povelju je 5. korpus poleg hrvaških vojakov začel kot Jugoslovane obravnavati tudi vse ostale proti-partizanske enote z območja Jugoslavije, tudi tiste, ki so se že uradno predale britanskem oblastem.

### Pliberška tragedija in začetek repatriacij
Na podlagi Robertsonovega povelja je 15. maja 1945 vodstvo 5. korpusa zavrnilo predajo hrvaških vojakov pri Pliberku in jih izročilo partizanom, kar je bilo prvo poglavje v nadaljnjih prisilnih repatriacijah. 17. maja je brigadir Toby Low, poveljnik 5. korpusa, izdal nadaljnje povelje, po katerem se naj "vsi jugoslovanski državljani, ki se trenutno nahajajo na ozemlju 5. korpusa, nemudoma izročijo Titovim vojaškim enotam. Vse formacije bodo razorožene in se jih NE bo informiralo o njihovi destinaciji." Tudi v tem povelju je veliko nejasnosti, saj Low govori o "vseh jugoslovanskih državljanih", to pa bi lahko pomenilo tudi civiliste. Le nekaj ur kasneje je iz štaba vrhovnega zavezniškega poveljstva za Sredozemlje prišel nov ukaz maršala Harolda Alexandra, po katerem morajo biti "vsi četniki in ostali jugoslovanski disidenti evakuirani v britansko koncentracijsko področje Distone, južno od reke Pad v Italiji." Poveljstvo 5. korpusa je Alexandrov ukaz ignoriralo in se namesto tega še naprej zanašalo na Robertsonov ukaz iz 14. maja.

### Repatriacije in prevara britanskega 5. korpusa
18. maja je 5. korpus začel z repatriacijami Srbov in Hrvatov. Ko je poveljstvo 5. korpusa o tem obvestilo zavezniški štab, je dobilo privolitev, z opombo, da se nikogar ne sme repatriirati proti njegovi volji ali z uporabo sile in da morajo biti vsi tisti, ki repatriaciji nasprotujejo, evakuirani v Distone. Poveljstvo 5. korpusa se je odločilo, da bo zahtevan pogoj o neuporabi sile doseglo z zvijačo. Slovenskim domobrancem so tako povedali, da bodo premeščeni v Palmanovo v Italiji, in ne nazaj v Jugoslavijo. To je bil razlog, da domobranci transportu niso nasprotovali. Bili so očitno prevarani s strani poveljstva 5. korpusa britanske vojske. Britanska vojska je tako med 27. in 31. majem 1945 poslala nazaj v Jugoslavijo bolj ali manj vse domobrance ter okoli 500 civilistov, čeprav je lahko sklepala, da jih pošilja v gotovo smrt.

### Intervencija slovenskih civilnih oblasti in prekinitev repatriacij
Že kmalu po prvih transportih, ko se je izkazalo, da vlaki ne vozijo v Italijo, temveč v Jugoslavijo, je nekaterim domobrancem uspelo pobegniti. Tako so v tabor v Vetrinju prihajale vse številnejše informacije o britanski prevari, vendar jih poveljstvo slovenskega domobranstva na čelu s Francem Krenerjem ni jemalo dovolj resno. Številni domobranski in civilni voditelji so na britanske oblasti sicer naslovili vprašanja in zahtevo po dodatnih zagotovilih, vendar so Britanci zavračali vsako možnost prevare. Transporti so se nadaljevali, pričevanja o prevari pa so se množila. Šele 31. maja, ko je bila v Jugoslavijo že prepeljana velika večina domobrancev, je postalo vsem preostalim slovenskim beguncem jasno, da so repatriacije dejstvo in da so tudi sami zapisani enaki usodi. Vodstvo 5. korpusa je načrtovalo, da se z repatriacijami slovenskih civilistov začne takoj naslednjega dne, 1. junija ob 5h zjutraj. V zadnjem obupnem poskusu je eden od civilnih voditeljev slovenskih beguncev, Valentin Meršol, s temi dejstvi soočil kanadskega majorja Paula Barreja. Major Barre kot Kanadčan ni pripadal britanski vojaški hierarhiji in je bil osupel, da mu je vodstvo 5. korpusa prikrivalo laž o transportu domobrancev, saj je bil prepričan, da so bili dejansko premeščeni v Palmanovo. Po skupni intervenciji majorja Barreja in Meršola na sedežu britanske vojaške uprave v Celovcu je, 12 ur pred načrtovano repatriacijo 6000 slovenskih civilistov, poveljstvo 5. korpusa prejelo nedvoumen ukaz, da smejo v Vetrinju ostati vsi civilisti, ki tako želijo.

### Obisk feldmaršala Alexandra in dokončna odločitev
4. junija 1945 je taborišče v Vetrinju nenapovedano obiskal tudi feldmaršal Harold Alexander, vrhovni poveljnik zavezniških sil za Sredozemlje. Vodstvo 5. korpusa je namreč delovalo v nasprotju z njegovimi ukazi in priporočili z dne 17. maja, ko je izrecno opozarjal, da bi "bila repatriacija vojaških kadrov, ki so se predali britanskim oblastem, lahko zanje usodna". Alexander je z obiskom v Vetrinju vzpostavil svojo avtoriteto nad vodstvom 5. korpusa in se na licu mesta srečal tudi s predstavniki slovenskih beguncev. Osebno jim je zagotovil varnost in zaščito britanske vojske.

### Usoda domobrancev, vrnjenih v Jugoslavijo
Jugoslovanske oblasti so izvensodno ubile nekaj več kot 13.500 domobrancev, izpuščeni pa so bili tisti, ki so bili stari manj kot 18 let ter so bili pri domobrancih manj kot eno leto. Vrnjene domobrance so komunistične oblasti najprej internirale v treh koncentracijskih taboriščih, in sicer v Teharjah, Šentvidu nad Ljubljano in Škofji Loki. Od tam so veliko večino odpeljali na morišča v Kočevskem Rogu, Hrastniku, Hudi jami in ostalih krajih po Sloveniji. Velika večina pripadnikov Slovenskega domobranstva oziroma 11.683 je bilo tako ubitih po vojni, v spopadih med vojno pa je bilo ubitih približno 1800 domobrancev.  Drugače so zavezniki ravnali s primorskimi domobranci; teh niso vrnili, saj se niso borili na jugoslovanskem ozemlju in so torej pripadali Italiji.
Množični poboji domobrancev so bili prvič javno obsojeni 1975 v intervjuju z Edvardom Kocbekom, ki ga je vodil Boris Pahor in ki je povzročil diskreditacije in negativno propagandno kampanjo s strani Titovega režima proti obema v t.i. "Zalivski aferi".

## Odnos do domobranstva v današnjem času
Po osamosvojitvi in spremembi oblasti je bilo postavljeno nekaj spominskih obeležij domobranskim enotam. Nekateri spomeniki so povzročili nove spore.